# Анакампсерос
Анакампсерос (лат. Anacampseros) — род многолетних суккулентных растений семейства Анакампсеровые (Anacampserotaceae).

## Название
Родовое латинское (научное) название Anacampseros образовано от др.-греч. ἀνακάμπτω, (anakámptō) — «возвращать» и др.-греч. ἔρως, (érōs) — «любовь» или «желание»; «возвращающий любовь».

## Ботаническое описание
Представители рода — карликовые маловетвистые многолетние травы или полукустарнички, часто с клубневидным корневищем; корни толстые, мясистые, мягкие; стебли короткие, толстые, мясистые, мягкие. Листья очередные, простые, часто сомкнутые, сочные; прилистники, если они есть, преобразованы в щетинистые волоски.
Соцветия верхушечные, прямостоячие на удлиненном 2-цветковом черешке. Цветки обоеполые, раскрываются на несколько часов при ярком солнечном свете. Чашелистиков 2. Лепестков 5, белые, розовые или красные. Тычинки многочисленные; нити обычно белые; пыльники желтые. Завязь верхняя, 1-гнездная, сидячая. Плод трехстворчатая или ложно шестистворчатая коробочка. Семена угловатые или сжатые.

## Распространение
Аргентина, Боливия, Ботсвана, ЮАР, Эфиопия, Лесото, Мексика, Намибия, Сомали, Австралия, Зимбабве.

## Таксономия
Anacampseros L., первое упоминание в Opera Var.: 232 (1758).

### Синонимы
Гетеротипные (основанные на разных номенклатурных типах):
- Avonia (E.Mey. ex Fenzl) G.D.Rowley (1994)
- Ruelingia Ehrh. (1788)
- Talinaria Brandegee (1907)
- Telephiastrum Fabr. (1759)
- Xenia Gerbaulet (1992)

### Виды
Подтвержденные виды по данным сайта Plants of the World Online на 2023 год:
- Anacampseros affinis H.Pearson & Stephens
- Anacampseros albidiflora Poelln.
- Anacampseros albissima Marloth
- Anacampseros alta Poelln.
- Anacampseros arachnoides (Haw.) Sims — Анакампсерос паутинистый
- Anacampseros australiana J.M.Black
- Anacampseros bayeriana S.A.Hammer
- Anacampseros coahuilensis (S.Watson) Eggli & Nyffeler
- Anacampseros comptonii Pillans
- Anacampseros crinita Dinter
- Anacampseros decapitata Burgoyne & J.van Thiel
- Anacampseros densifolia Dinter ex Poelln.
- Anacampseros depauperata (A.Berger) Poelln.
- Anacampseros dielsiana Dinter
- Anacampseros dinteri Schinz
- Anacampseros filamentosa (Haw.) Sims
- Anacampseros fissa Poelln.
- Anacampseros gariepensis (G.Will.) Dreher
- Anacampseros gracilis Poelln.
- Anacampseros grisea (G.Will.) Dreher
- Anacampseros harveyi (J.van Thiel & Lavranos) Dreher
- Anacampseros herreana Poelln.
- Anacampseros hillii G.Will.
- Anacampseros karasmontana Dinter
- Anacampseros kurtzii Bacig.
- Anacampseros lanceolata (Haw.) Sweet
- Anacampseros lavbleckiana (G.Will.) Dreher
- Anacampseros mallei (G.Will.) G.Will.
- Anacampseros marlothii Poelln.
- Anacampseros meyeri Poelln.
- Anacampseros namaquensis H.Pearson & Stephens
- Anacampseros nebrownii Poelln.
- Anacampseros nitida Poelln.
- Anacampseros papyracea E.Mey. ex Fenzl
- Anacampseros paradoxa Poelln.
- Anacampseros parviflora Poelln.
- Anacampseros pisina G.Will.
- Anacampseros prominens G.Will.
- Anacampseros quinaria E.Mey. ex Fenzl
- Anacampseros quinarioides Dreher, Rodgerson & A.J.Young
- Anacampseros recurvata Schönland
- Anacampseros retusa Poelln.
- Anacampseros rhodesica N.E.Br.
- Anacampseros rubroviridis Poelln.
- Anacampseros rufescens (Haw.) Sweet — Анакампсерос краснеющий, или Анакампсерос рыжеватый
- Anacampseros ruschii Dinter & Poelln.
- Anacampseros schoenlandii Poelln.
- Anacampseros scopata G.Will.
- Anacampseros septentrionalis Bruyns
- Anacampseros specksii Dreher
- Anacampseros starkiana Poelln.
- Anacampseros subnuda Poelln.
- Anacampseros telephiastrum DC. typus
- Anacampseros tomentosa A.Berger
- Anacampseros truncata Poelln.
- Anacampseros ustulata E.Mey. ex Fenzl
- Anacampseros vanthielii G.Will.
- Anacampseros variabilis Poelln.
- Anacampseros vespertina Thulin
- Anacampseros vulcanensis Añon

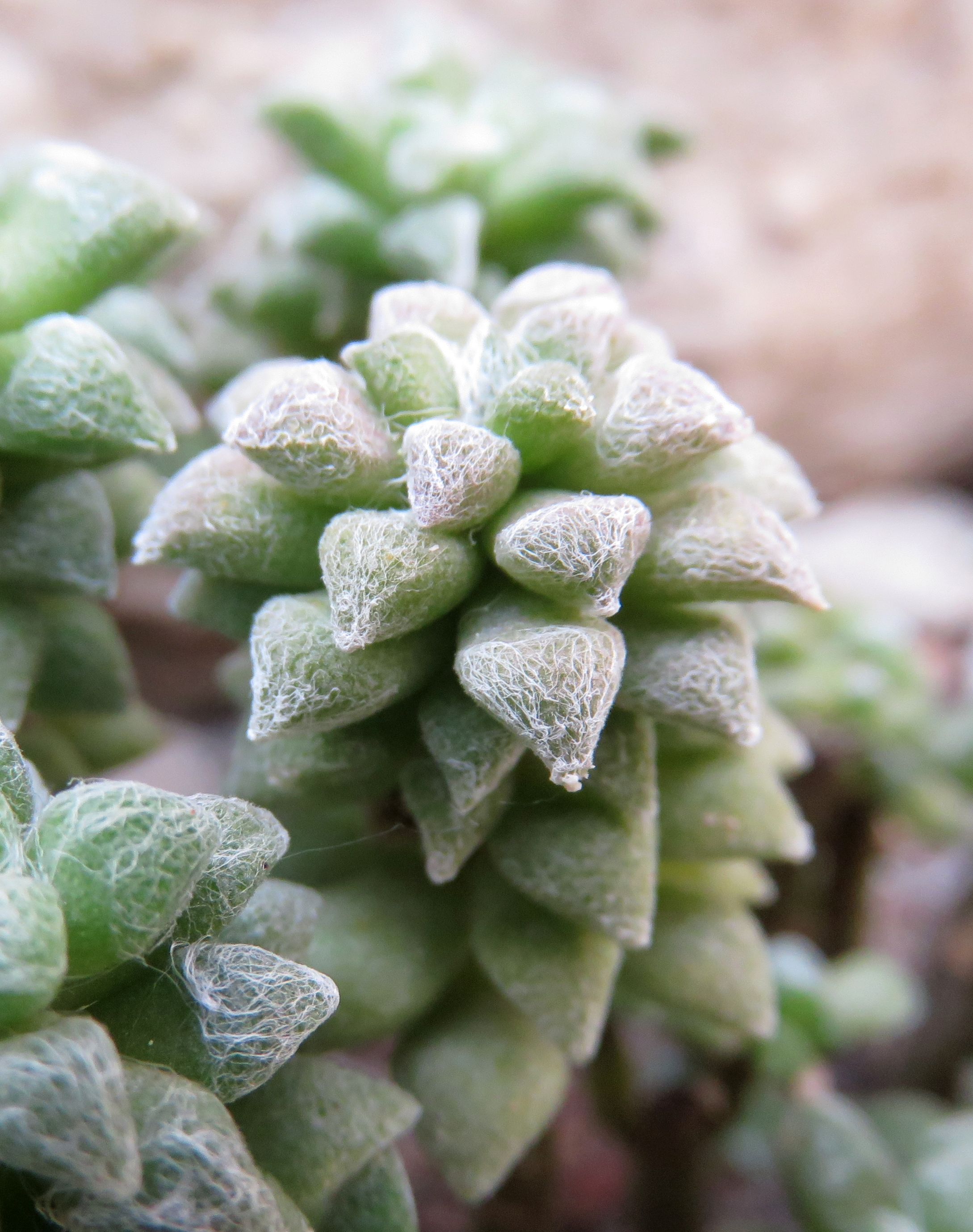
Anacampseros arachnoides
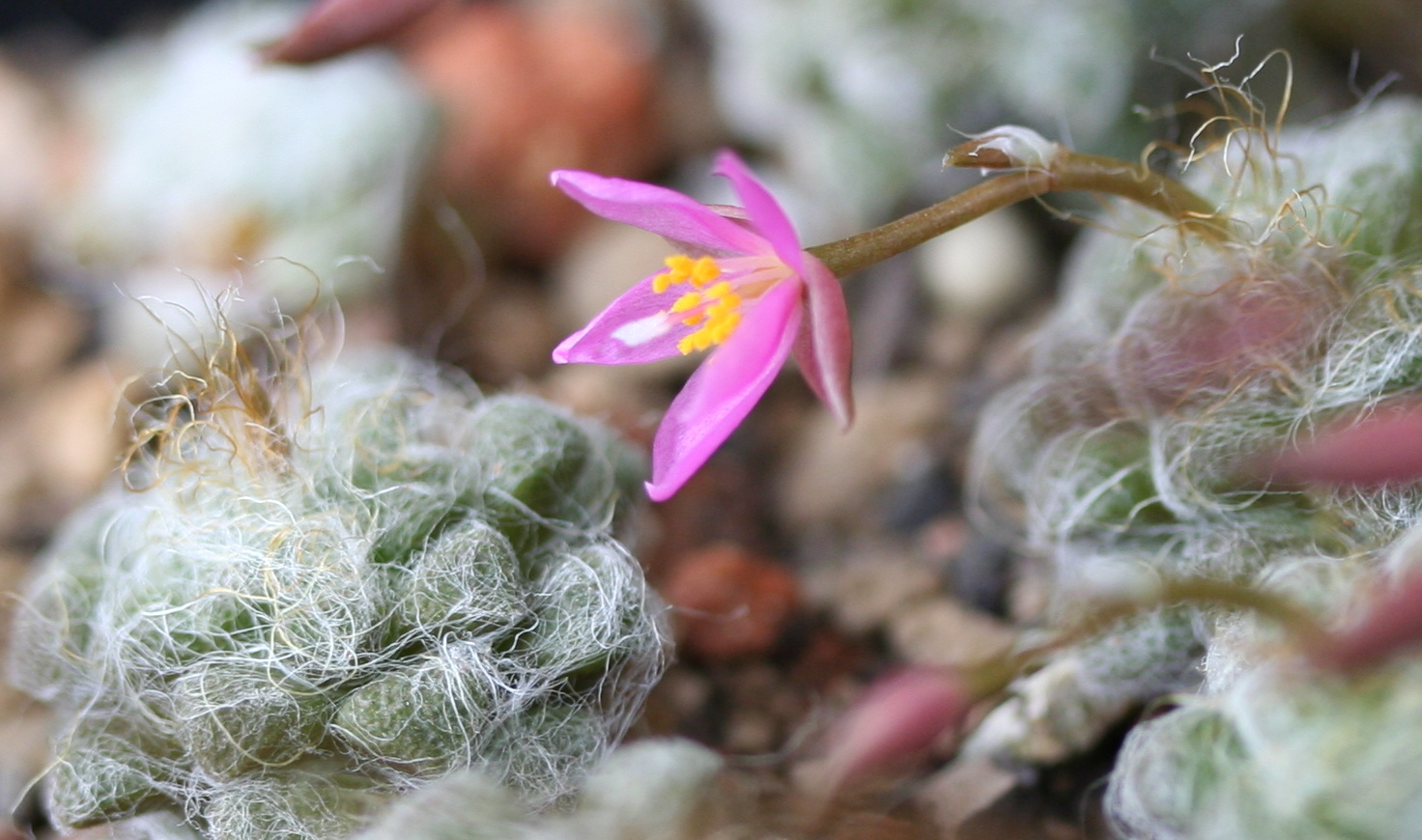
Anacampseros namaquensis
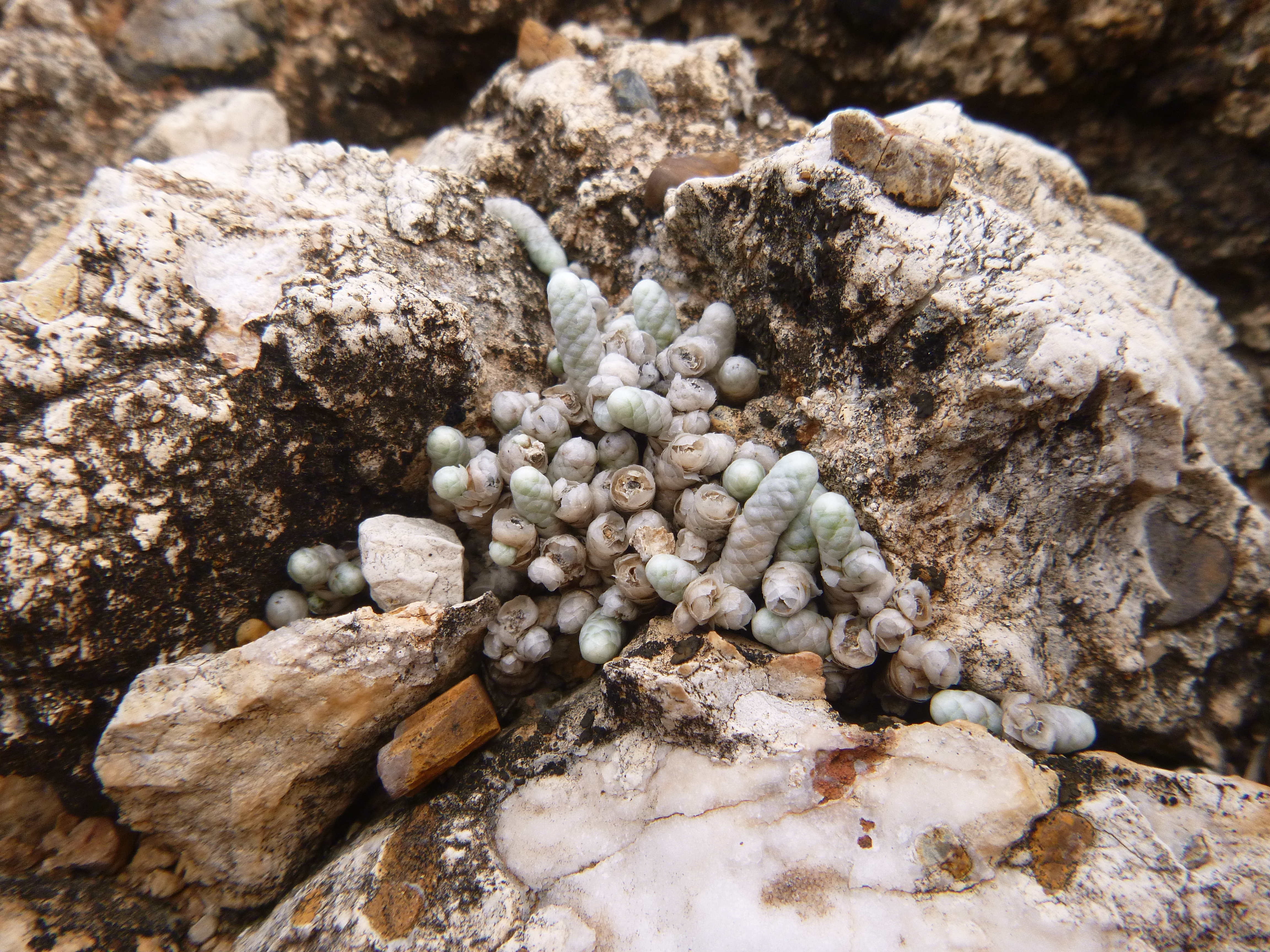
Anacampseros papyracea
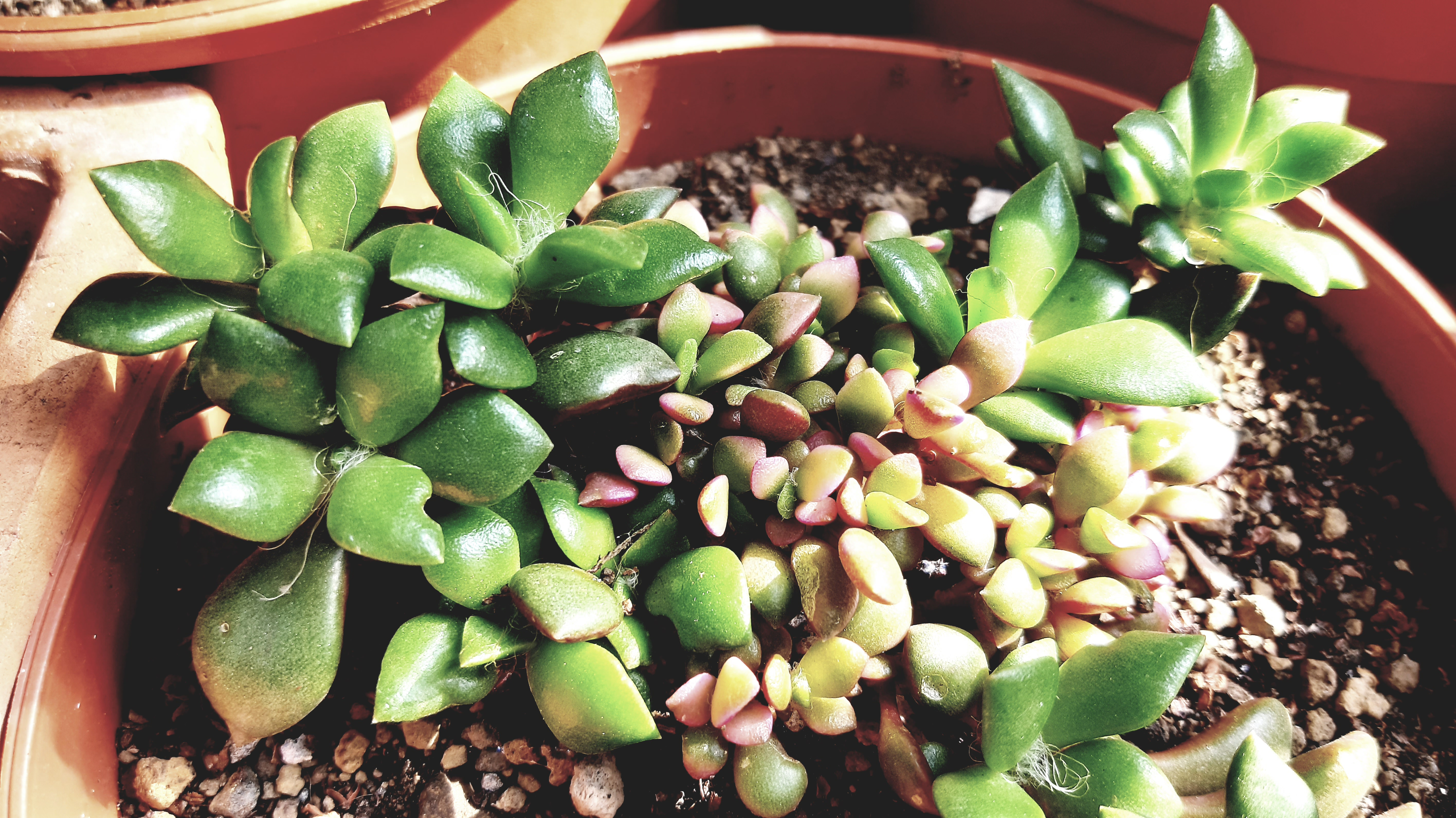
Anacampseros rufescens
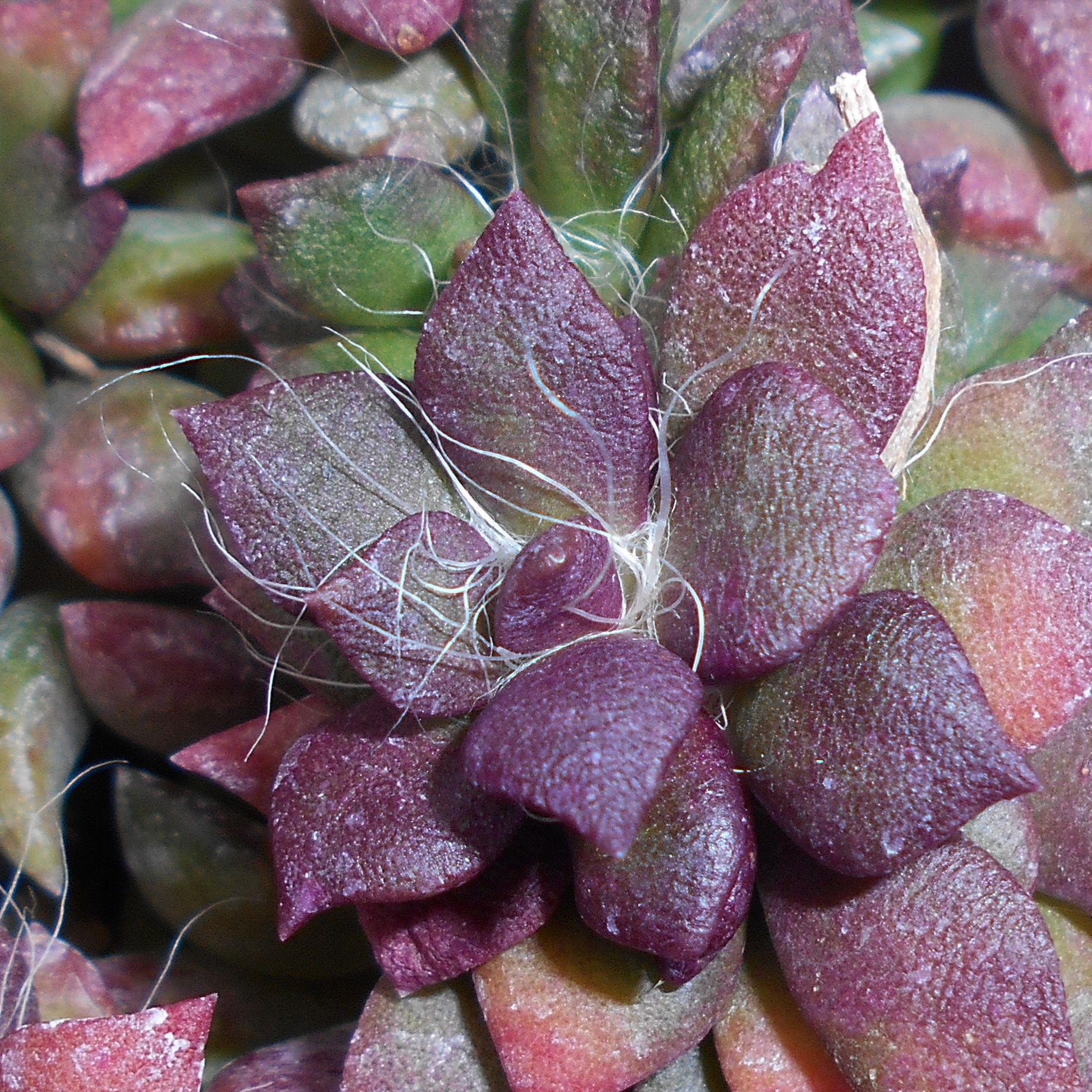
Anacampseros telephiastrum